# LIFT International
LIFT International (früher Nvader) ist eine Nichtregierungsorganisation, die sich gegen Menschenhandel in der Sexindustrie in Südostasien einsetzt." Ihr Mission Statement ist “lift survivors, lift justice, and lift standards”. Damit kommt zu Ausdruck, dass sich die Organisation für die Reintegration von Opfern des Menschenhandels in die Gesellschaft einsetzt, damit sie "ein Leben in Freiheit und Sicherheit" führen können. Darüber hinaus stellt sie auch gerichtliche Repräsentation von Opfern in Strafprozessen bereit. LIFT International kämpft auch für finanzielle Entschädigung von Opfern. Außerdem arbeitet sie mit den Justizbehörden zusammen, um das Justizsystem in Bezug auf die Verfolgung und Bestrafung von Menschenhändlern zu verbessern. Schlussendlich arbeitet LIFT International auch mit Strafverfolgungsbehörden zusammen, um ihre Operationen, Einsätze und Abläufe bei der Strafverfolgung zu verbessern – zum Beispiel dadurch, dass sie sie darin schult, wie sie Opfer von Menschenhandel erkennen können. Die Ermittler von LIFT International gehen dabei undercover in Bordelle Südostasiens, um Opfer von Menschenhandel zu retten. Diese werden identifiziert und in soziale Einrichtungen gebracht. Ermittler von LIFT International stellen auch Beweise sicher, die später von den Strafverfolgungsbehörden genutzt werden können, um Täter rechtskräftig zu verurteilen.

## Hintergrund
LIFT International wurde 2009 vom früheren neuseeländischen Kriminalbeamten Daniel Walker (Pseudonym zum Schutz der Identität) gegründet. Er war zuvor in Christchurch, Neuseeland, bei der Polizei angestellt. Die Organisation war ab 2012 voll handlungsfähig und begann ihre ersten Einsätze in Südostasien im Oktober 2012.
Davor arbeitete Walker für eine amerikanische Organisation, die Undercover-Einsätze in insgesamt 13 Ländern durchführte. Dabei gab er sich als potentieller Freier oder Sextourguide aus, um Opfer des Menschenhandels ausfindig zu machen. Er benutzte dabei versteckte Kameras, um die Bezahlung und Verhandlungsgespräche aufzuzeichnen und ebenfalls Gespräche mit den Opfern, um sie später als Beweismaterial zu nutzen.
Walker war dabei manchmal mit der Qualität der Arbeit in der Organisation unzufrieden. Er musste oft die Einsätze alleine durchstehen und erhielt zuvor nicht genug Informationen. Seine Erfahrungen aus vier Jahren Arbeit für die amerikanische Organisation nutzte Walker, um LIFT International zu gründen. Dabei verbesserte LIFT International die Operationen, in dem Ermittler nicht länger als zwei Wochen am Stück eingesetzt werden und regelmäßig Nachbesprechungen stattfanden, um den Erfolg der Einsätze ständig zu erhöhen. Ermittler arbeiten immer im Team, sie werden täglich gebrieft und es gibt nach jedem Einsatz Nachbesprechungen. Außerdem gibt es Supervision durch Psychologen.

## Arbeit
Nvader rettete zuerst Frauen und Kinder in Laos und Thailand, wobei die Opfer aus Myanmar und Vietnam stammten. Thailand und Laos gelten als Quell-, Transit- und Zielländer für den Menschenhandel. Der Bericht des United States Department of State aus dem Jahr 2015 zu Menschenhandel gab an, dass „Menschenhandel immer noch ein schwerwiegendes Problem innerhalb der Sexindustrie von Thailand ist“. Der Bericht aus dem Jahr 2014 vom Büro der Vereinten Nationen für Drogen- und Verbrechensbekämpfung zu Menschenhandel, besagte, dass zwischen 2010 und 2012 26 % der Opfer des Menschenhandels in Südostasien zum Zweck der sexuellen Ausbeutung gehandelt wurden.
LIFT International arbeitet eng mit den Strafverfolgungsbehörden zusammen, sowie mit Nicht-Regierungsorganisationen, anderen internationalen Organisationen und den lokalen Behörden. LIFT International stellt auch Rechtshilfe für Opfer bereit und Unterstützung um zurück ins normale Leben zu finden. Es wird ein Team von Sozialarbeiten für die Nachsorge der Opfer beschäftigt. Diese helfen dabei sich auf Aussagen bei der Polizei und vor Gericht vorzubereiten. Außerdem sorgen sie dafür, dass die Opfer sicher unterkommen und dann therapeutische und soziale Unterstützung erhalten. Die Organisation überwacht und unterstützt auch Polizeieinsätze, um sicherzustellen, dass Standards eingehalten werden und die Opfer mit Würde behandelt werden. Des Weiteren gibt sie Schulungen für Polizeipersonal zum Beispiel dazu, wie man Opfer der Menschenhandels erkennt. LIFT International stellt auch kriminaltechnische Unterstützung bereit. Außerdem setzt sich LIFT International gerichtlich dafür ein, dass Menschenhändler Entschädigungen an ihre Opfer zahlen. Bis Februar 2018 hatte die Organisation insgesamt 5.2 Millionen Baht an Entschädigungen für Opfer gesammelt.

## Bisherige Erfolge
Die Zeitschrift Stuff berichtete 2014, dass 2013 40 Frauen und Kinder aus der Zwangsprostitution in Verbindung mit Menschenhandel von LIFT International gerettet wurden und durch die Ermittlungen 14 Menschenhändler strafrechtlich verfolgt werden konnten. Seit 2011 half LIFT International 382 Opfern und konnte Vermögen von Menschenhändlern im Wert von 38 Millionen USD konfiszieren. LIFT International war an 109 Verurteilungen in Verbindung mit Menschenhandel beteiligt. 441.000 USD in Entschädigungen für Opfer konnten erkämpft werden.

## Dokumentarfilm
Es wurde 2015 ein Dokumentarfilm über die Organisation LIFT International gedreht (damals hieß sie noch Nvader) von Hunter Williams gedreht. Der Dokumentarfilm hat den Titel „Nvader: An Undercover Look Into Human Trafficking.“ Der Film wurde mehrmals auf Festivals für Jungregisseure ausgezeichnet.